# Leucania formosana
Leucania formosana är en fjärilsart som beskrevs av Butler 1880. Leucania formosana ingår i släktet Leucania och familjen nattflyn. Inga underarter finns listade i Catalogue of Life.